# Shuihou
Shuihou (kinesiska: 水吼) är en köping i östra Kina. Den ligger i Qianshan i Anqing i provinsen Anhui, omkring 160 kilometer sydväst om provinshuvudstaden Hefei. Antalet invånare är 27205. Befolkningen består av 13 218 kvinnor och 13 987 män. Barn under 15 år utgör 15,0 %, vuxna 15-64 år 72 %, och äldre över 65 år 12,0 %.